# Barry Marshall
Barry James Marshall (rođen 30. rujna, 1951.,  Kalgoorlie, Zapadna Australija) je australski liječnik, koji je 2005.g. podijelio Nobelovu nagradu za fiziologiju ili medicinu s Robin Warrenom za njihovo otkriće uloge bakterije Helicobacter pylori u bolestima gastritisu i ulkusnoj bolesti. 

## Vanjske poveznice
- Nobelova nagrada - autobiografija (engl.)